# Lamosca
Lamosca és un estudi de disseny, creativitat i comunicació amb seu a Barcelona i Altafulla.
És una cooperativa de dissenyadors gràfics i programadors amb orígens a Barcelona, Galícia i Extremadura. Es va fundar l'any 1995 per Sergi Opisso que en va ser soci i director creatiu fins 2012. Van crear un llenguatge gràfic caracteritzat per un grafisme simple i un ús continu de el tipus de lletra helvetica. El 2004 van guanyar un concurs per modernitzar el portal de Televisió de Catalunya. Van crear una imatge coherent dels quatre museus d'Olot que va ser llençat el 2012.

## Premis
- Premis gràffica 2012.[7]